# Teodicea (Leibniz)

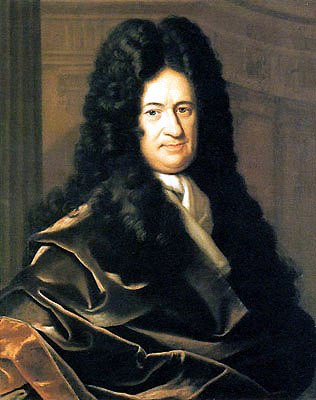
Retrat de Leibniz.

Assaig de teodicea sobre la bondat de Déu, la llibertat de l'home i l'origen del mal (en l'original francès; Essais de Théodicée sur la bonté de Dieu, la liberté de l'homme et l'origine du mal), sovint abreujat Teodicea, és el títol d'una obra filosòfica de Gottfried Leibniz. Publicat el 1710, el llibre va introduir el mot teodicea en el vocabulari comú, mentre que la seva resolució optimista sobre el problema del mal probablement fou la inspiració principal del Càndid de Voltaire, tot i que en forma de sàtira. És l'únic dels principals escrits filosòfics de Leibniz que va ser publicat abans de la seva mort, i on apareix la seva famosa frase "el millor dels mons possibles".